# Pontiac Trans Sport
Pontiac Trans Sport – samochód osobowy typu minivan klasy średniej produkowany pod amerykańską marką Pontiac w latach 1989–1998.

## Pierwsza generacja

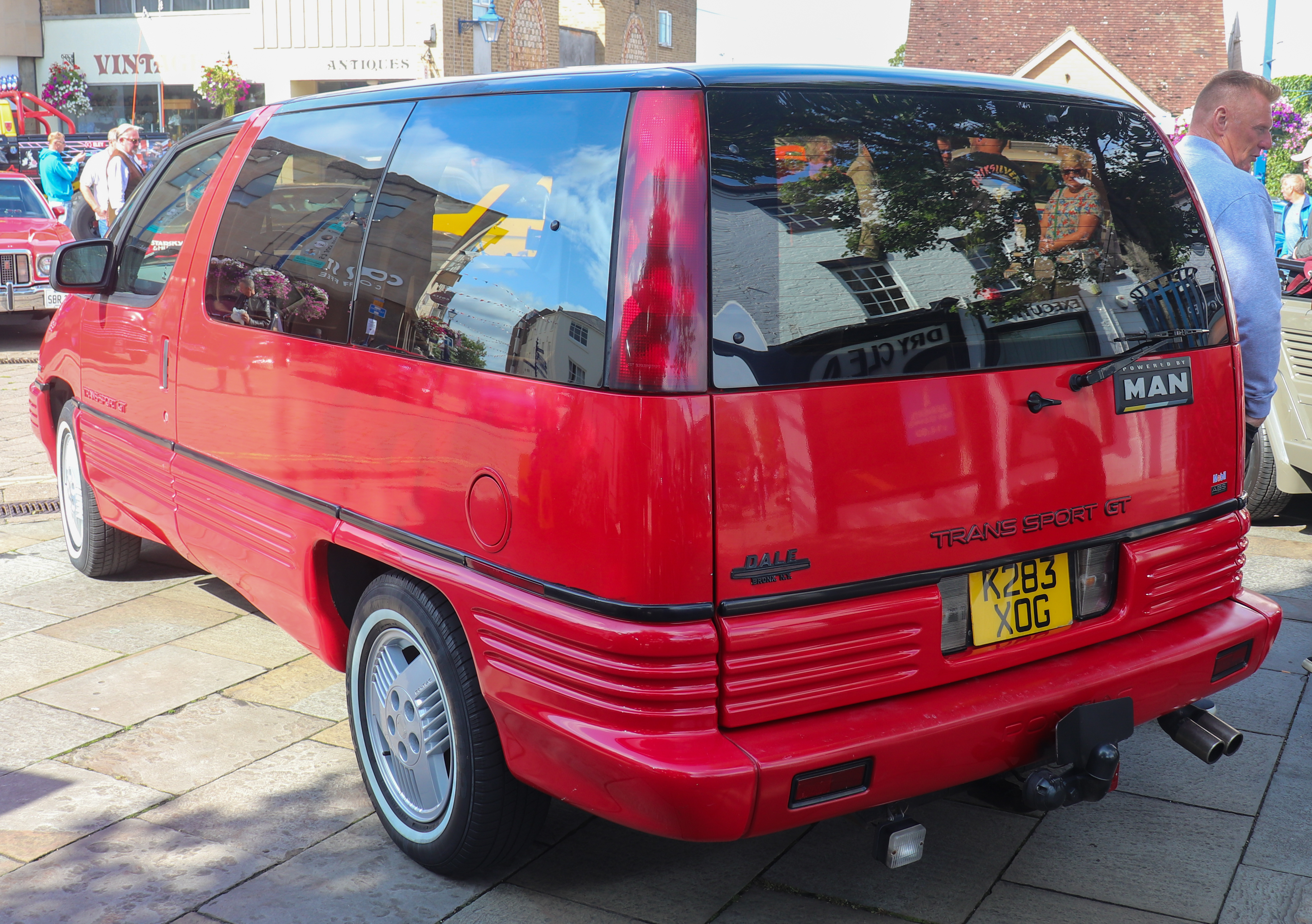
Pontiac Trans Sport I – tył

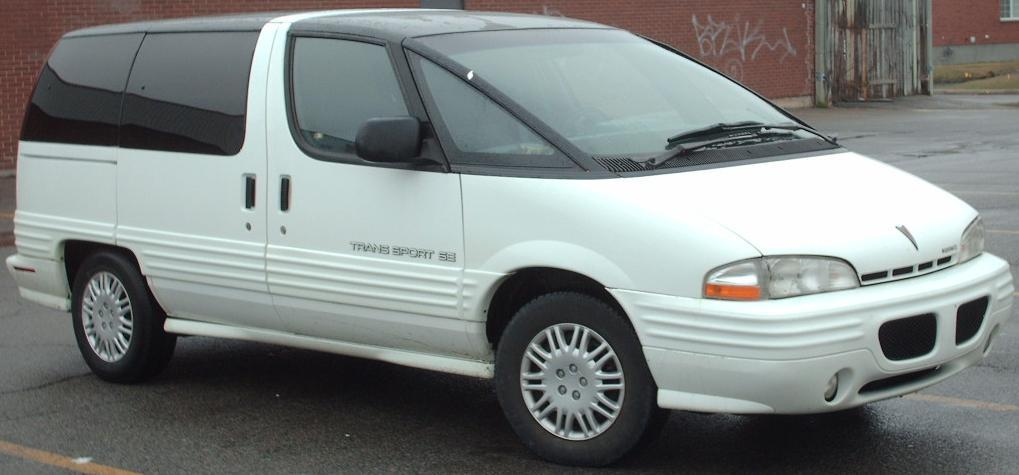
Pontiac Trans Sport I po liftingu

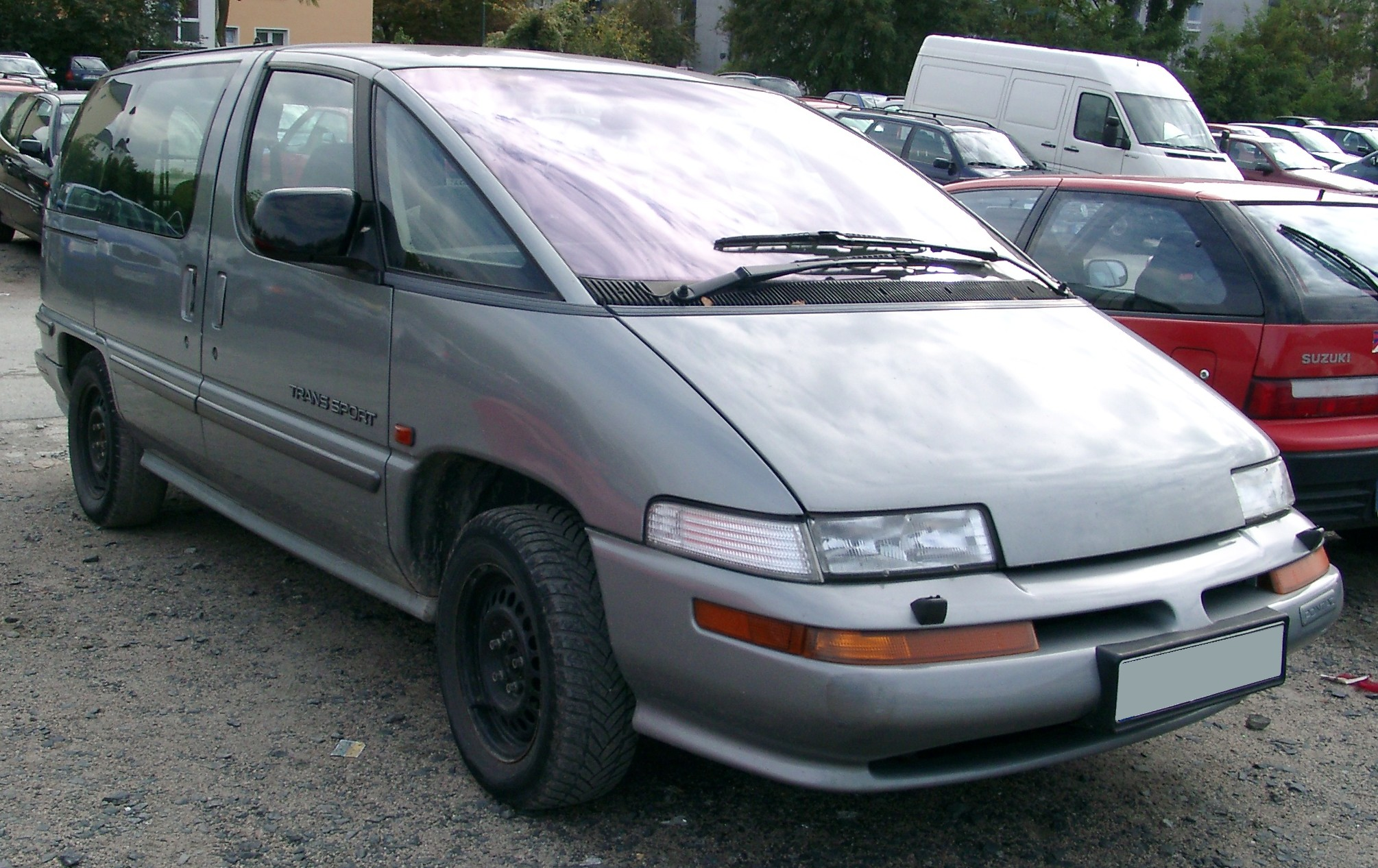
europejski Pontiac Trans Sport

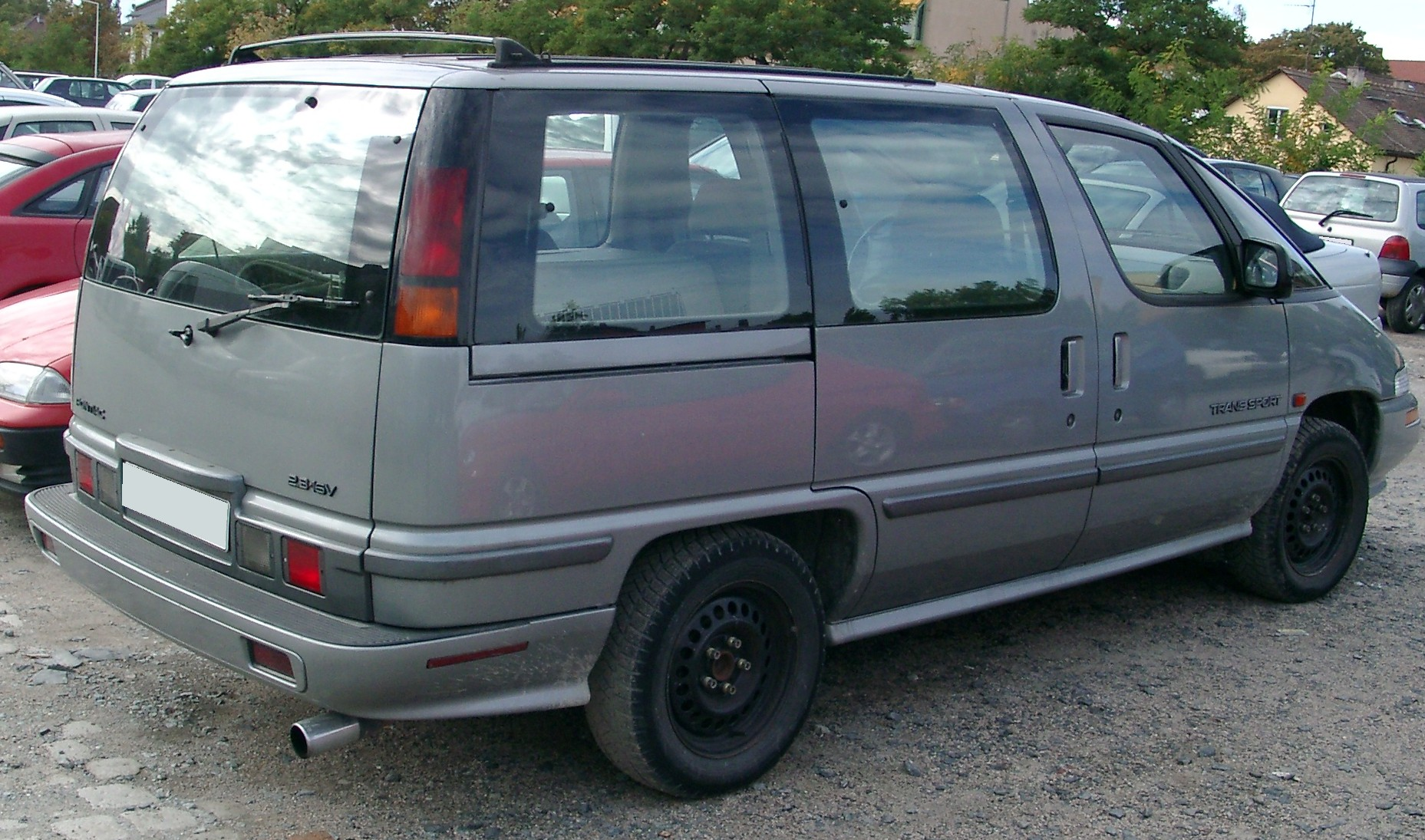
europejski Pontiac Trans Sport – tył

Pontiac Trans Sport I został zaprezentowany po raz pierwszy w 1989 roku.
W 1986 roku zaprezentowano prototyp Pontiac Trans Sport Concept, który wyróżniał się futurystyczną koncepcją zarówno pod kątem stylistyki, jak i rozwiązań technicznych – jednobryłowe nadwozie z wydłużonym przodem i dużą przednią szybą, szklany dach, otwierane do góry drzwi boczne czy deska rozdzielcza z wyświetlaczami HUD i CRT.
W 1989 roku General Motors zaprezentowało seryjny model nawiązujący do przedstawionego 3 lata wcześniej prototypu Trans Sport Concept. Samochód przeszedł szereg modyfikacji, zachowując futurystyczną stylistykę i awangardową, jednobryłową sylwetkę nadwozia. Równocześnie z Pontiakiem Trans Sport pierwszej generacji, zadebiutowały bliźniacze modele Chevrolet Lumina APV i Oldsmobile Silhouette. W stosunku do nich, Trans Sport pozycjonowany był jako model pośredni.
Trans Sport I powstał na platformie U-body. Nadwozie miało w szczególny sposób zapewniać zabezpieczenia przed korozją dzięki użyciu laminatu i włókna szklanego. W trakcie produkcji w wyposażeniu standardowym pojawiały się kolejne rozwiązania zwiększające poziom bezpieczeństwa, takie jak poduszki powietrzne, samopoziomujące tylne zawieszenie, wbudowane foteliki dziecięce, zdalnie sterowane elektrycznie napędzane drzwi przesuwne czy system kontroli trakcji.

### Lifting
Pontiac Trans Sport I nie zyskał popularności, jakiej oczekiwało General Motors. Aby zwiększyć sprzedaż samochodu, w 1993 roku podjęto decyzję o gruntownej modernizacji, w ramach której przeprojektowano najbardziej kontrowersyjną część nadwozia – długi, szpiczasty przód. Samochód zyskał zupełnie nowy, zaokrąglony pas przedni z charakterystyczną, dwuczęściową atrapą chłodnicy w zderzaku i wyżej osadzonymi reflektorami. Ponadto, zmieniono też wygląd kokpitu, rozbudowano listę wyposażenia, a także zastąpiono 3,1-litrowy silnik o mocy 120 KM z 3-biegową skrzynią automatyczną na 170-konne silniki 3.4 i 3.8 z bardziej ekonomicznymi przekładniami 4-biegowymi.

### Europa
W 1990 roku Pontiac Trans Sport I został wprowadzony do sprzedaży także na rynku europejskim, na którego potrzeby został wcześniej dostosowany pod kątem np. miejsc na szersze tablice rejestracyjne, oświetlenia i norm emisji spalin jednostek napędowych. Samochód oferowano głównie w krajach Europy Zachodniej, jak m.in. Belgia, Francja, Holandia, Niemcy czy Szwajcaria, a sprzedaż odbywała się za pomocą punktów dealerskich Opla.

### Silniki
- L4 2.3l LD2
- V6 3.1l LG2
- V6 3.4l LA1
- V6 3.8l L27

## Druga generacja

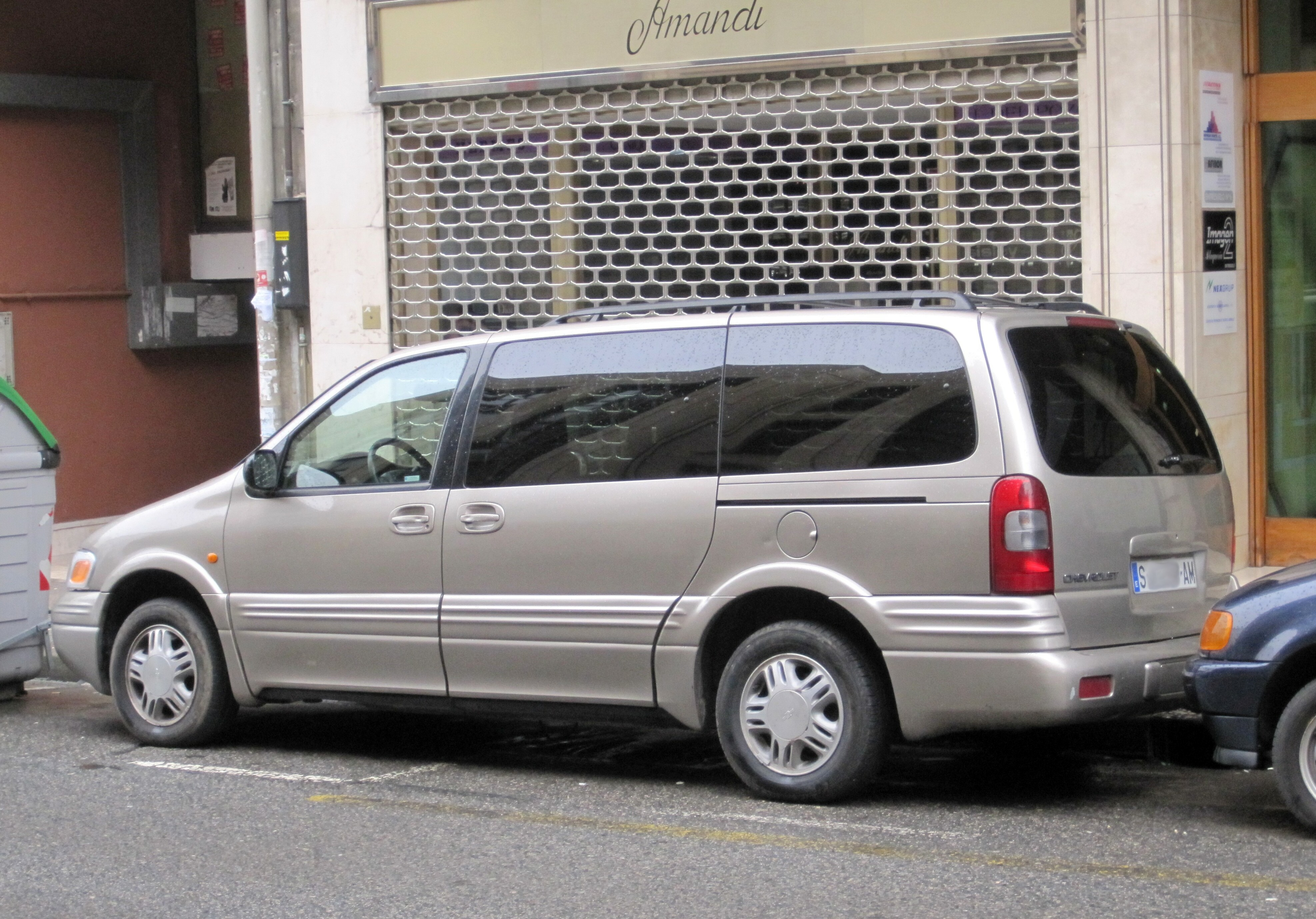
Pontiac Trans Sport II – tył

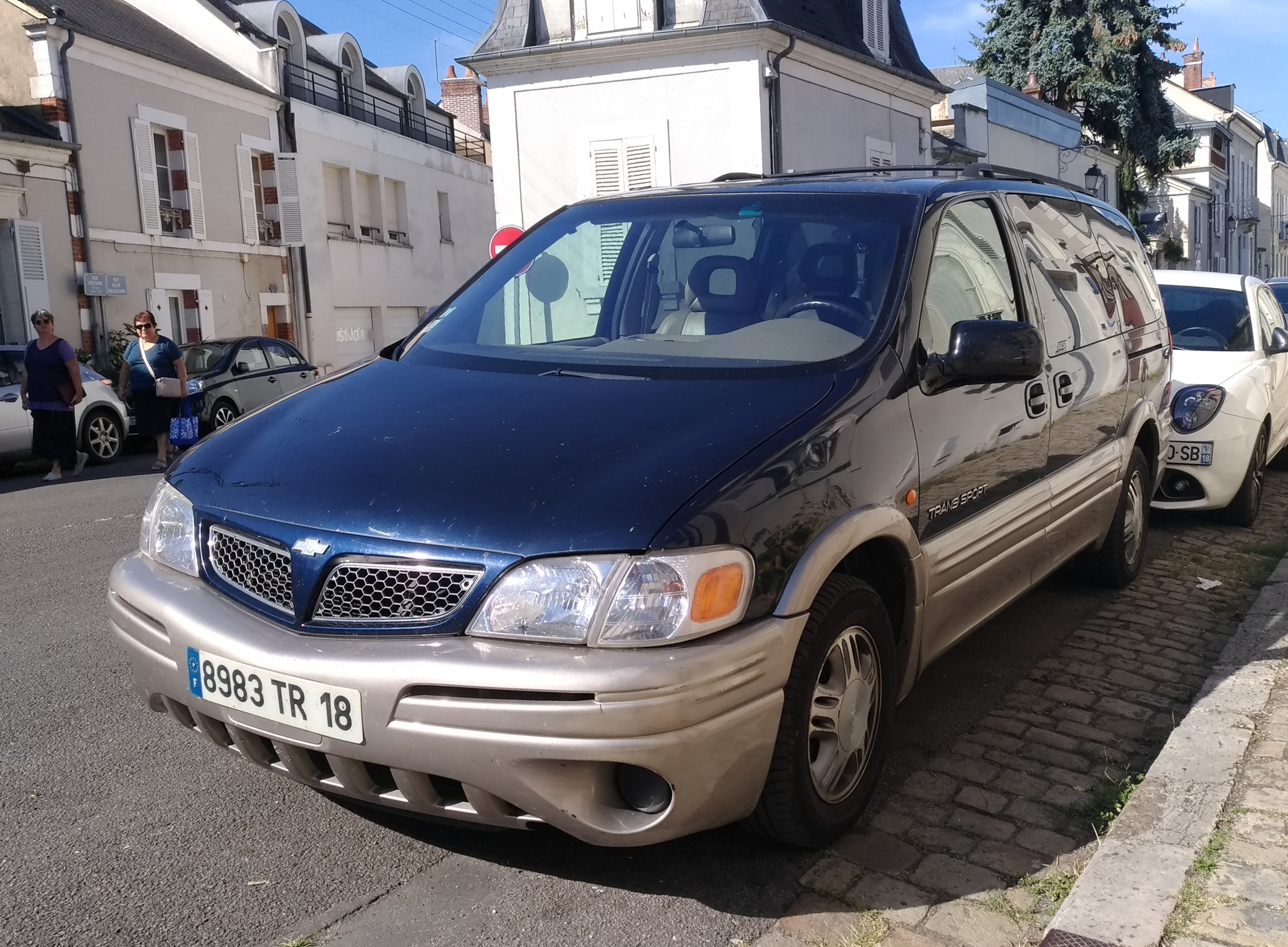
europejski Chevrolet Trans Sport

Pontiac Trans Sport II został zaprezentowany po raz pierwszy w 1996 roku.
W 1996 roku General Motors podjęło decyzję o zbudowaniu zupełnie nowej generacji dużych, rodzinnych minivanów, które od podstaw zbudowano na nowej generacji platformy U-body. Drugie wcielenie Pontiaka Trans Sport przyjęło zupełnie nową koncepcję, odchodząc od futurystycznej koncepcji poprzednika. Zamiast jednobryłowej sylwetki, nadwozie przyjęło klasyczne, dwubryłowe proporcje. Zniknęła poprowadzona pod dużym kątem przednia szyba, a wraz z nią małe okienka między słupkami A a drzwiami kierowcy. Nadwozie stało się bardziej zaokrąglone, a tylne lampy zniknęły ze słupków na rzecz tylnych błotników. Konwencjonalny projekt pojawił się także w środku – kokpit utrzymano w motywie kantów i prostego rozkładu urządzeń pokładowych.

### Zmiana nazwy
Po zaledwie dwóch latach produkcji, Pontiac podjął w 1998 roku decyzję o zmianie używanej od wówczas 9 lat nazwy swojego minivana. Zamiast Trans Sport, samochód nazywał się odtąd Pontiac Montana. Nazwa wcześniej służyła jako określenie jednej z wersji wyposażenia.

### Europa
Choć w 1996 roku do sprzedaży w Europie wprowadzono lokalny model Opel Sintra, to w tym samym czasie General Motors zdecydowało się poszerzyć swoje europejskie portfolio o dostosowaną do lokalnych wymogów odmianę Pontiaca Trans Sport II. Tym razem samochód nie był jednak oferowany ze znaczkiem Pontiaka, lecz Chevroleta. Chevrolet Trans Sport był sprzedawany w wybranych krajach Europy Zachodniej, m.in. we Francji czy Szwecji aż do 2005 roku.

### Wersje wyposażeniowe
- SE
- Montana

### Silnik
- V6 3.4l LA1